# Tone Jerovšek
Dr. Tone Jerovšek (* 24. prosinec 1941) je slovinský právník a politik. Byl druhým předsedou Ústavního soudu Republiky Slovinsko.

## Životopis
Jerovšek absolvoval ekonomickou střední školu v Mariboru a v roce 1970 dokončil studium práv na Právnické fakultě Lublaňské univerzity, kde v roce 1989 získal titul magistra a v roce 1991 zde složil disertaci. Specializuje se na ústavní, správní a správní procesní právo. Působil u Okresního soudu v Lublani (1971), poté jako úředník a nezávislý konzultant ústavněprávního výboru parlamentu SR Slovinsko. V letech 1984 až 1986 byl soudcem Nejvyššího soudu SR Slovinsko a poté do roku 1990 předsedou ústavněprávního výboru parlamentu SR Slovinsko. V roce 1990 v parlamentních kandidoval na kandidátce Socialistického svazu pracujících Slovinska. Soudcem Ústavního soudu byl od roku 1990 do prosince 1998 a jeho předsedou pak v letech 1994 až 1996. Od roku 1998 působí, s krátkou přestávkou v roce 2000, na Univerzitě v Lublani. V roce 2000 byl krátce ministrem bez portfeje odpovědný za oblast práva.
Jerovšek se podílel na přijetí zákona o prvních svobodných volbách, koncepci a realizaci referenda o nezávislosti Slovinska a byl i členem skupiny, která připravovala současnou slovinskou ústavu.
V současnosti je Jerovšek členem Rady RS pro vysoké školství a Rady ministerstva vnitra.